# Orjais
Orjais es una freguesia portuguesa del concelho de Covilhã, en el distrito de Castelo Branco, con 15,55 km² de superficie y 806 habitantes (2011). Su densidad de población es de 51,8 hab/km².
Orjais se encuentra a 14 km de la cabecera del concelho, en el margen derecho del río Cécere, ya en la Serra da Estrela. En su territorio se encuentran restos de una calzada y de un santuario de época romana y de un castro lusitano, que atestiguan lo remoto de su poblamiento. La iglesia matriz tiene fachada renacentista e interior de una sola nave, con altares de talla dorada.